# Nuil
Nuil is een buurtschap aan de Beilerstraat in de gemeente Hoogeveen. Nuil behoorde tot en met 1997 in de gemeente Ruinen. De plaats ligt ten noorden van Pesse en ten zuiden van Spier. De Rijksweg 28 ligt ten westen van Nuil. 
Nuil is ontstaan als esgehucht vanuit Pesse. Ten oosten van het gehucht ligt het Nuilerveld, een natuurgebied in beheer bij Het Drentse Landschap. Het gehucht omvat circa 30 huizen met ongeveer 80 inwoners. 
1. ↑  esgehucht Nuil. Gearchiveerd op 3 oktober 2022. Geraadpleegd op 29 oktober 2022.